# Heinrich Albert (Komponist)
Heinrich Albert, auch Heinrich Alberti, (* 28. Juni 1604 in Lobenstein; † 6. Oktober 1651 in Königsberg) war ein deutscher Komponist und Liederdichter der Barockzeit. Er war ein Vertreter des Königsberger Dichterkreises „Kürbishütte“ und Liederkomponist in der Nachfolge von Heinrich Schütz.

## Leben
Heinrich Albert wurde in Lobenstein im thüringischen Fürstentum Reuß geboren. Er besuchte von 1619 bis 1621 die Lateinschule in Gera und studierte 1622 Musik bei seinem Vetter – die Mütter waren Geschwister, Töchter des späteren Geraer Bürgermeisters Johann Bieger – Heinrich Schütz in Dresden, der ihn in die Grundlagen der Kompositionstechnik einführte. Albert musste auf Wunsch seiner Eltern ab 1623 in Leipzig Rechtswissenschaften studieren. Dort wird er jedoch auch weiter Musik bei dem mit Schütz befreundeten Thomaskantor Johann Hermann Schein studiert haben.
1626 wich er der näherrückenden Gefahr des Dreißigjährigen Krieges aus und ging mit seinem Freund Simon Dach nach Königsberg. 1627 geriet er im Polnisch-schwedischen Krieg auf dem Weg von Königsberg nach Warschau im Gefolge einer holländischen Friedensdelegation in schwedische Gefangenschaft, aus der er erst ein Jahr später nach Königsberg zurückkehren konnte. Danach studierte er zunächst Festungskunde, um sich aber schließlich doch ganz der Musik zuzuwenden. Vom 1. April 1631 bis zu seinem frühen Tod im Alter von erst 47 Jahren war Heinrich Albert festangestellter Organist an der Domkirche. Die Universität richtete seine Beerdigung aus, und die auf Latein verfasste Totengedenkrede wurde zur wichtigsten Quelle für seine Biographie.
1634 holte ihn sein Vetter Heinrich Schütz, der als Gastmusiker am dänischen Hof weilte, nach Kopenhagen, wo Heinrich Albert ein Lied für die Hochzeitsfeierlichkeiten von Kronprinz Christian mit Magdalena Sibylle von Sachsen komponierte.
Albert war Mitglied des Königsberger Dichterkreises, zu dem unter anderem Simon Dach, Robert Roberthin, Georg Mylius und zeitweise Martin Opitz gehörten. Die Gruppe traf sich in der Kürbshütte, einer Laube in Heinrich Alberts Garten. Der Garten war die Schwedenschanze an der Mündung des Lindengrabens in den Pregel. Der Kneiphöfsche Rat hatte ihn 1630 seinem Organisten geschenkt. An seiner Laube züchtete Albert Kürbisse, in deren Schale die Freunde ihre Schäfernamen ritzten. Martin Opitz besuchte 1638 hier seinen Freund Simon Dach. Der Garten mit der Hütte wurde jedoch ein Opfer der damaligen Stadtplanung, die eine Bebauung des Weidendammes vorsah.
Ein Heinrich-Albert-Gedenkstein steht im Bad Lobensteiner Hain.

## Werk

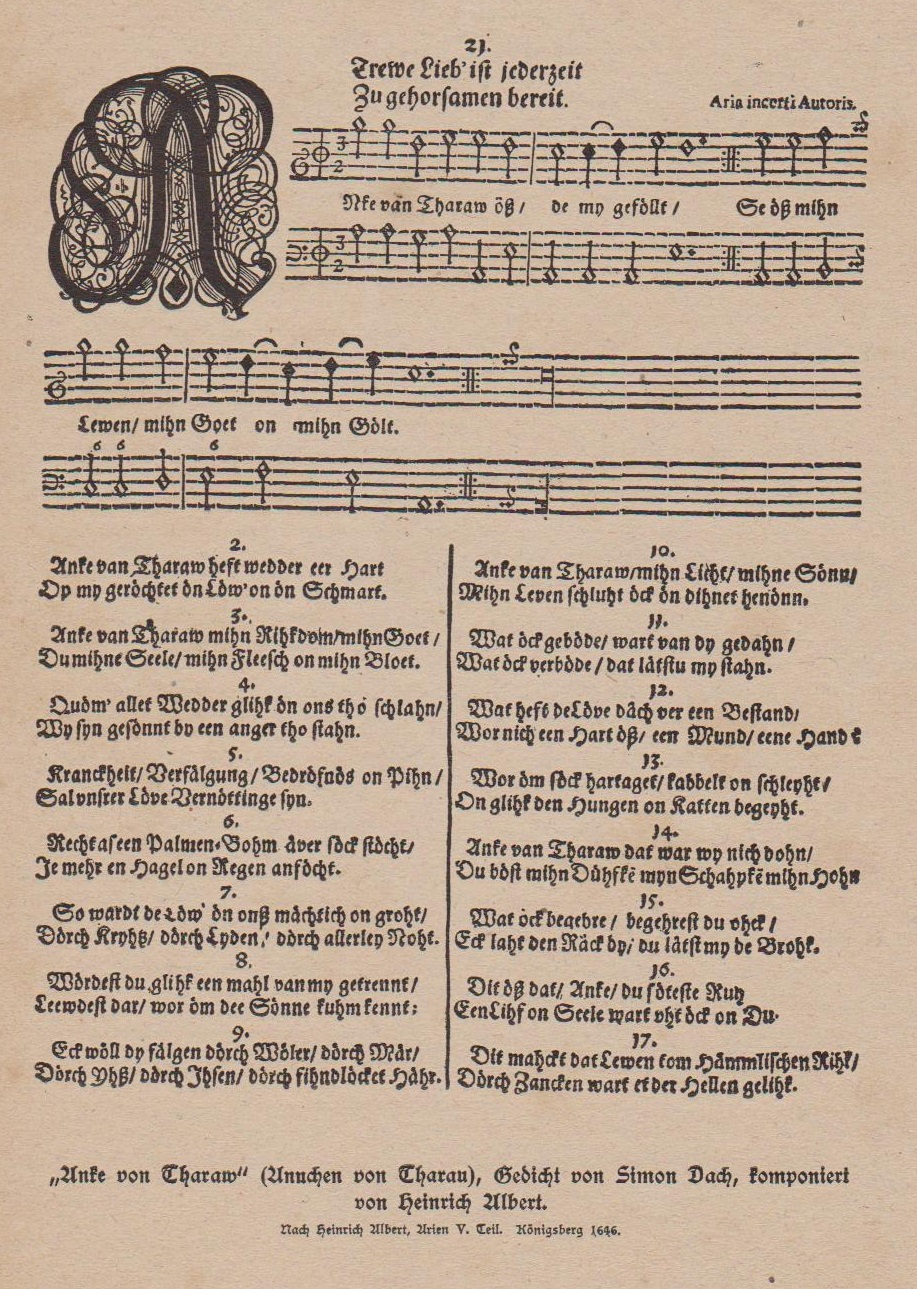
Anke von Tharaw (Ännchen von Tharau)

Albert bewegte sich in Königsberg in dem Raum zwischen studentischem und bürgerlichen Milieu. Nicht wenige akademische Anlässe hat er mit Musik ausgestattet, so auch die Hundertjahrfeier der Albertina im Jahre 1644. Zahlreiche Gelegenheitskompositionen Alberts sind erhalten: zu Hochzeiten und besonders zu Trauerfeiern, Huldigungsmusik für hochgestellte Personen, Lieder über Natur, Wein und Liebe. Manche von Alberts geistlichen Liedern, so Gott des Himmels und der Erden oder Ich bin ja Herr in deiner Macht, stehen noch heute in evangelischen Gesangbüchern.
Albert war Schüler des Dom- und Hofkapellmeisters Johann Stobäus († 1646), der die Königsberger Tonschule repräsentierte, die man etwa von Johannes Eccard bis zu Johann Sebastiani ansetzen kann (ca. 1590–1690). Hier herrschte meist der fünfstimmige polyphone Vokalsatz vor, den auch Albert pflegte. Populär wurde Heinrich Albert jedoch durch seine einstimmigen Generalbasslieder.
In seinen Melodien ist der französische Einfluss spürbar, der die Hebung und Senkung wie die Länge und Kürze des Wortes fein berücksichtigt. Auch italienischer Einfluss, der einerseits den Affekt musikalisch darstellt (so drücken Melismen und Koloraturen Leidenschaft und Bewegung aus), andererseits auch Tanzrhythmen einfließen lässt, ist vorhanden – hier wirkt Gabrieli durch Schütz’ Vermittlung fort. Auch deutsche und besonders polnische Tanzrhythmen finden sich in seinen Melodien.
Heinrich Albert vertonte seine eigenen und die Gedichte seiner Freunde und veröffentlichte seine Musik ab 1638 hauptsächlich in insgesamt acht Heften Arien oder Melodeyen als Partituren. Er versah die Hefte mit selbstgeschriebenen Vorreden, in denen er ausführliche und detaillierte Spielanweisungen gab. Daneben erschienen aber auch viele Gelegenheitsdrucke, die bibliographisch bisher nicht vollständig erfasst sind.
Eine Reihe seiner Lieder entfernen sich von der einfachen Liedform, manche zeigen einen kantatenhaften Aufbau: Der Liedertext ist durchkomponiert, ein Instrumentalteil leitet ein, der Gesang ist ein- und zweistimmiger Sologesang, ein kurzer Chor oder ein Instrumentalnachspiel beschließt die Komposition. Albert versuchte sich offenbar auch an Singspielen, die aber alle verloren sind.
Zu dem berühmten Volkslied Ännchen von Tharau schuf Albert eine erste, heute wenig bekannte Vertonung. Der Text stammt von Simon Dach. Walther Ziesemer vertrat (unterstützt von Joseph Müller-Blattau) zeitweise die Auffassung, auch der Text sei von Albert geschrieben worden, nahm diese These jedoch wieder zurück. Nach dem aktuellen Stand der Forschung besteht kein Zweifel an der Autorenschaft Simon Dachs. Heute wird das Lied meist in der hochdeutschen Textfassung von Herder und nach der Melodie von Friedrich Silcher gesungen.
Im Vorwort zum dritten Band seiner Arien schreibt Albert, dass er manche seiner einstimmigen Generalbasslieder zur Fünfstimmigkeit ergänzt oder aufgefüllt habe. Die Nachwelt urteilte: „In der Erfindung einfacher schöner stimmungsvoller Melodien lag überhaupt Albert’s Stärke, weit schwächer ist er im Contrapunkt; doch sind seine 3stimmigen Sätze meist besser gearbeitet als die 5stimmigen, worin von individueller Entfaltung des Stimmlebens nicht viel zu finden ist.“
Er versuchte seine Kompositionen durch herzoglich preußische und königlich polnische Privilegien gegen Raubdrucke wie das Poetisch-musikalische Lustwäldlein aus dem Jahr 1648 zu schützen.
Gott des Himmels und der Erden (erste zwei Strophen)
Gott des Himmels und der Erden,

Vater, Sohn und Heil’ger Geist,

der es Tag und Nacht lässt werden,

Sonn und Mond uns scheinen heißt,

dessen starke Hand die Welt

und was drinnen ist, erhält.

Gott, ich danke dir von Herzen,

dass du mich in dieser Nacht

vor Gefahr, Angst, Not und Schmerzen

hast behütet und bewacht,

dass des bösen Feindes List

mein nicht mächtig worden ist.

## Heinrich-Albert-Chor
Konrad Opitz gründete 1933 in Königsberg den Heinrich-Albert-Chor. Der Knabenchor sang Madrigale, Geistliche Musik und Volkslieder. Ab 1935 nahm er an Musikfesten teil. 1938 gastierte er im Baltikum, 1942 machte er eine Deutschlandfahrt. Nach den Luftangriffen auf Königsberg ging der größte Teil des Chors und die mit ihm vereinigte Rundfunkspielschar Königsbergs nach Prag. 1947 unternahm der Chor eine Konzertreise nach Berlin. Den letzten öffentlichen Auftritt hatte er 1951. 1982 sang die Chorgemeinschaft beim Königsberger-Treffen im Museum Stadt Königsberg in Duisburg.